# Otto Blankenstein
Otto Blankenstein (* um 1933; letztmals belegt 15. Februar 1951) ist ein Mann, der in der unmittelbaren Nachkriegszeit in Westdeutschland als Prostituierter tätig war und wegen Verstoßes gegen den damals gültigen Paragraphen 175a RStGB verhaftet und verurteilt wurde. Für den Verlauf der Frankfurter Homosexuellenprozesse spielten seine Aussagen gegen 70 Angeklagte eine entscheidende Rolle.

## Leben
Blankenstein wurde um 1933 geboren. An seinen Vater konnte er sich nicht erinnern; seine Mutter starb, als er sechs Jahre alt war. Er wuchs daraufhin bei Verwandten, etwa bei seiner Großmutter, auf. Im Alter von zehn Jahren wurde er in die Nationalpolitische Erziehungsanstalt im Schloss Oranienstein (Diez an der Lahn) überwiesen. Eine weitere Kaderausbildung wurde ihm dort jedoch verwehrt. Es heißt, er habe als Zwölfjähriger ein Dorf als Kampfkommandant verteidigt, in diesem Alter betätigte er sich bereits im Schwarzhandel. Zwei Jahre später gelangte er in eine Fürsorgeanstalt, aus der er bald wieder entwich. 1948 begann er sich zu prostituieren, indem er sich gegen Entgelt sexuell mit Männern und Frauen betätigte. Am 16. Juli 1950 wurde er verhaftet, gegen ihn wurden Ermittlungen wegen Verstoßes „gegen den § 175a,4: gewerbliche Unzucht mit Männern“ eingeleitet.

## Name und Alter
Weder kann Blankensteins Geburtsdatum eindeutig bestimmt werden, noch ist gewiss, ob ‚Otto Blankenstein‘ auch tatsächlich sein amtlicher Name gewesen ist. Aus einem Vorverfahrensregister geht hervor, dass er am 22. November 1932 in Hardegsen geboren sei. Widersprüchliche Angaben ergeben sich aus einem Artikel des Spiegel; gemäß diesem wäre Blankenstein bei seiner Verhaftung über 18 Jahre alt, während er laut besagtem Vorverfahrensregistereintrag zu diesem Zeitpunkt erst 17 Jahre alt gewesen sei. Der Gerichtspsychiater Reinhard Redhardt datiert Blankensteins Geburt auf den 22. November 1933. Ihm zufolge wäre er bei seiner Verhaftung also 16 Jahre alt gewesen.
Otto Blankenstein war nicht der einzige Name, unter welchem er sich vorstellte. Die Frankfurter Sittenpolizei sowie Wolfgang Lauinger, ein langjähriger Freund Blankensteins, kannten diesen unter dem Namen Rolf Werter. Weitere bekannt gewordene Namen, mit welchen er sich auswies, lauten Rolf Dieter von Rössing oder Rolf Dieter von Werder, Baron von Werder, Baron von Rössing oder Baron Hohenlohe. Möglicherweise wurde sein echter Name bewusst nicht an die Öffentlichkeit getragen oder den Behörden selbst nicht bekannt.

## Persönlichkeit
Redhardt charakterisierte Blankenstein – den er unter dem Pseudonym Klaus N. anführte – in einem Interview zu Beginn der 50er Jahre im Rahmen einer Untersuchung zur männlichen Prostitution als „außerordentlich intelligent[… ,] begabt [… ,] ungewöhnlich zugewandt, sehr willfährig, liebedienerisch, fast unterwürfig“ und doch als „nüchtern, frivol und kühl“. Blankenstein habe ein zuvorkommendes Wesen und verstehe sich gut darauf, sich einzuschmeicheln. Er sei ferner „raffiniert, gefährlich und überlegen“, habe eine „Neigung zu Hochstapeleien“, könne letztere aber gut unter Kontrolle bringen. Seine Lüsternheit sei ausschweifend, in sexueller Hinsicht sei er stark auf  sadomasochistische Praktiken fixiert – zwischen seiner sadomasochistischen Fixierung und den Denunziationen, die Blankenstein gegenüber der Polizei vollzog, will Redhardt einen Zusammenhang erkannt haben.
Für den Prozess gegen Blankenstein wurden zwei Gutachten erstellt, deren Kernaussagen in der Presse wiedergegeben wurden. Das erste stammt von Ferdinand Wiethold und „charakterisiert Blankenstein durchweg als perversen, amoralischen Lügner“. Das zweite Gutachten stammt von Robert Ritter, dem ehemaligen Leiter der Rassenhygienischen Forschungsstelle, und schätzt ihn ebenfalls als unglaubwürdig ein. Nach Speier fußt dieses Gutachten auf rassentheoretischen Vorstellungen, zumal es sich „nicht zuletzt an physiognomischen Merkmalen“ abarbeite. So heißt es in Ritters Gutachten etwa: „Sein rundes, hübsches Gesicht könnte bei flüchtiger Betrachtung hübsch erscheinen, aber die Züge sind ungeformt und in einzelnen Merkmalen derb.“

## Blankensteins Rolle in den Frankfurter Homosexuellenprozessen
Laut dem Historiker Daniel Speier machten Blankensteins „zusammenwirkende Charaktereigenschaften“ diesen „zu Thiedes idealem Helfer bei der Inszenierung der Prozesswelle“. „Nicht zu unterschätzen“ sei hierbei „Blankensteins methodische Vorgehensweise bei seiner Kooperation mit den Behörden“, mittels der er „insgesamt für gut verwertbares Belastungsmaterial sorgte“.
In einem Zeitungsartikel der Frankfurter Rundschau beschrieb der Journalist Rudolf Eims, wie der Staatsanwalt Fritz Thiede Blankenstein zum Kronzeugen machte. So seien Polizeibeamte mit Blankenstein durch Frankfurt gefahren, um auf den Straßen nach angeblichen Freiern des jungen Mannes zu fahnden. Auch die Wohnungen der Verdächtigen, die man für ein Album mit Frankfurter Homosexuellen fotografierte, habe man so ausfindig gemacht. Blankenstein erhielt für eine möglichst reibungslose Zusammenarbeit mit den Behörden Sonderkonditionen. Thiede, der sein Amtszimmer ins 5. Kommissariat verlegt hatte, ließ den Sexarbeiter ins nahegelegene Strafgefängnis Frankfurt-Preungesheim einliefern, um für seine Ermittlungen bei Bedarf bequem auf seinen Kronzeugen zugreifen zu können.
Nach der öffentlichen Vorverurteilung Blankensteins durch die Presse wurde gegen den Jugendlichen am 15. Januar 1951 Anklage erhoben. Die Hauptverhandlung unter Amtsgerichtsrat Dreysel wurde genau einen Monat später in der Presse angekündigt, was für Jugendstrafsachen unüblich war. Nachdem der Kronzeuge der Frankfurter Homosexuellenprozesse am 15. Februar 1951 wegen fortgesetzter mannmännlicher Prostitution verurteilt worden war, ebbte die Prozesswelle ab, und die Spuren Blankensteins verlieren sich.

## Literarische und filmische Verarbeitung
- H. T. Riethausen: Judasengel. Frankfurt 2016. ISBN 978-3-944485-12-6
- Van-Tien Hoang: Das Ende des Schweigens, Deutschland 2021, 75 Minuten Laufzeit

## Podcast
- Joachim Telgenbüscher und Nils Minkmar: Frankfurter Homosexuellenprozesse. Der §175 und seine Opfer. In: Wondery. Was bisher geschah - Geschichtspodcast, 15. Oktober 2024, Folge 32.